# Planisferio celeste

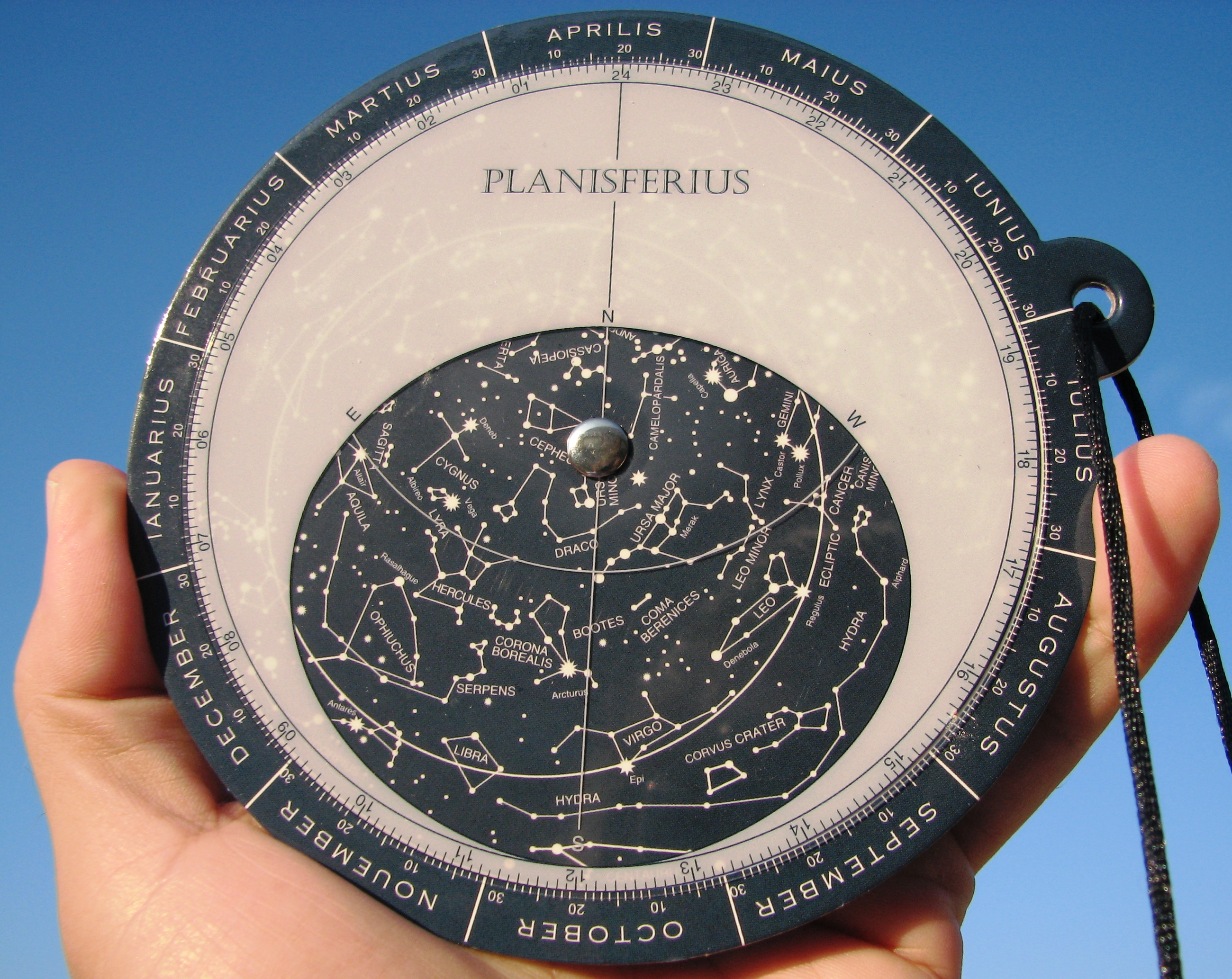
Planisferio.

Un planisferio celeste es una carta estelar en forma de dos discos ajustables que giran sobre un pivote común. Puede ajustarse para mostrar las estrellas visibles en un momento dado. Se emplea para ayudar en el reconocimiento de estrellas y  constelaciones. El astrolabio es un predecesor del moderno planisferio.

## Descripción
Un planisferio consiste en una carta estelar unida por su centro a una cubierta opaca circular superpuesta, que contiene una ventana elíptica, de forma que sólo una porción del cielo será visible a través de la ventana en cualquier momento dado.
Dado que el día solar medio es aproximadamente cuatro minutos más largo que el día sideral, el aspecto del cielo se irá repitiendo cada día aproximadamente cuatro minutos antes que el día anterior, de forma que tras un año completo, el aspecto del cielo será el mismo a la misma hora. Para conseguir este efecto con el planisferio, la cubierta superpuesta puede rotar sobre la carta estelar sobre un pivote común.
La carta estelar contiene las estrellas más brillantes, las constelaciones y quizá algún otro objeto cósmico visibles desde ciertas latitudes en la Tierra.
Dado que el cielo visible desde cualquier punto geográfico depende de la latitud, las ventanas de los planisferios están diseñadas para mostrar el cielo dentro de un intervalo dado de latitudes. Sobre el borde de la cubierta superpuesta se marca un ciclo completo de veinticuatro horas, mientras que los doce meses del año figuran repartidos a lo largo del borde de la carta estelar. La ventana muestra a lo largo de su borde, además, los cuatro puntos cardinales. El disco y la cubierta están ajustados de forma que el tiempo local del observador en una fecha dada corresponda a la fecha de ese día en la carta estelar. La porción visible de la cubierta representa, con alguna distorsión, la distribución de las estrellas en el cielo en ese momento para la latitud en la que fue diseñado el planisferio.
Para llevar la carta estelar al cielo, el planisferio debe mantenerse sobre la cabeza, con los horizontes orientales y occidentales correctamente alineados.

## Historia
La palabra planisferio, viene del latín (o «planisphaerium») significa «plano celeste», definido como el plano representando la bóveda estelar. 
El instrumento fue descrito por primera vez a principios del siglo XI por el astrónomo persa, Abū Rayhān al-Bīrūnī.
El primer mapa de las estrellas en tener el nombre de «planisferio», fue realizado en 1624 por el hijo político de Johannes Kepler, Jacob Bartsch. Kepler fue el descubridor de las leyes del movimiento planetario.

## Métodos de proyección

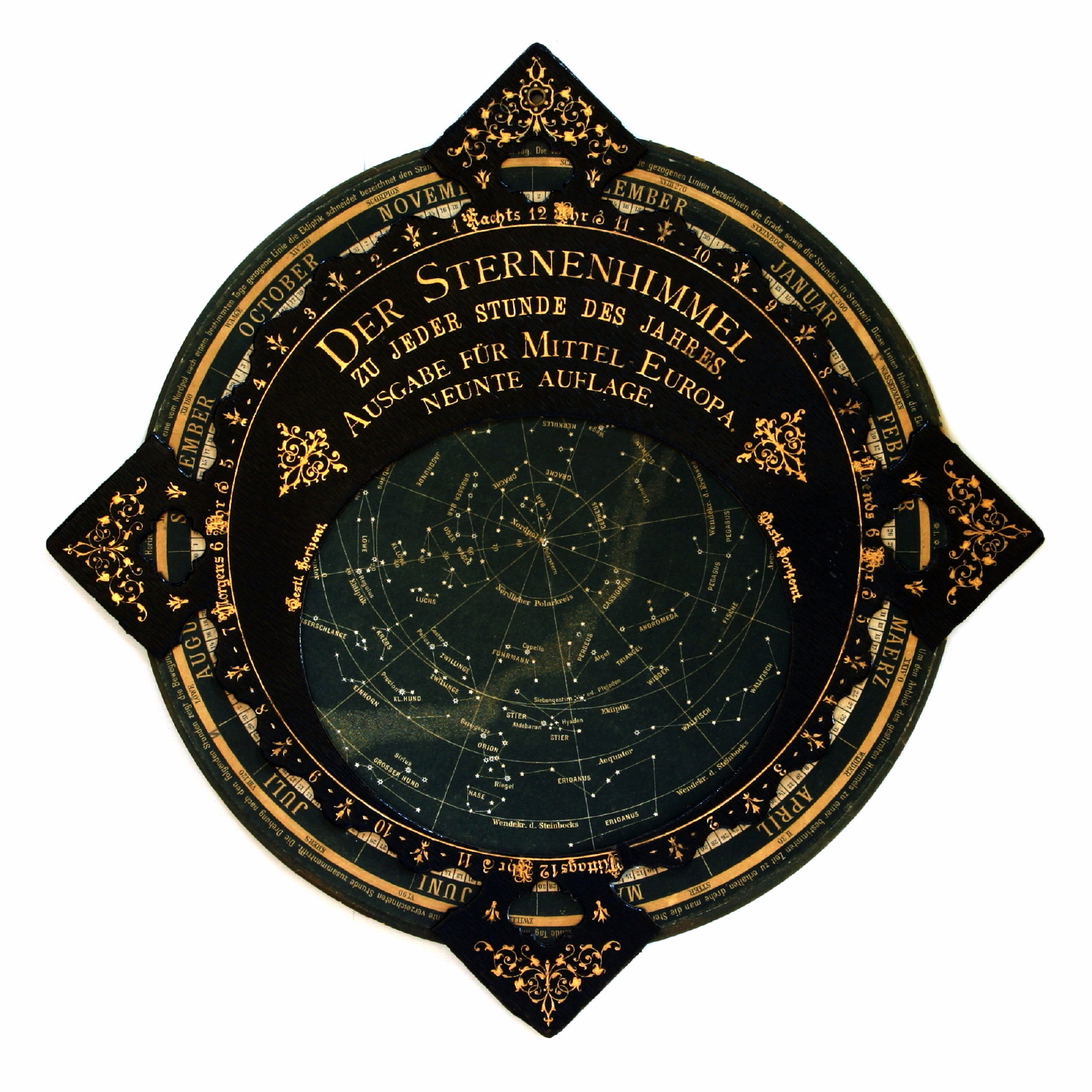
Planisferio, ca.1900

El planisferio muestra la proyección de la esfera celeste sobre una superficie plana. Hay siempre, por lo tanto, una considerable distorsión.
Existen dos métodos de proyección que son usados regularmente en los planisferios.

### Proyección acimutal equidistante polar
Usando esta proyección, el cielo es dibujado centrado en uno de los polos celestes (polar), mientras que círculos de igual declinación (por ejemplo, 60°, 30°, 0° - el ecuador celeste - -30° y -60°) aparecen equidistantes unos de otros y de los polos (equidistante). La forma de las constelaciones es proporcionalmente correcta en una línea recta desde el centro hacia afuera, pero en ángulos rectos a esta dirección (paralelo a los círculos de declinación) hay una considerable distorsión, que se incrementa al alejarnos del polo. Por ejemplo, si observamos la famosa constelación de Orión en esta proyección, comparándola con la constelación real, podremos observar claramente esta distorsión.

### Proyección estereográfica
La proyección estereográfica resuelve este problema. Usando esta proyección, las distancias entre los círculos de declinación se van agrandando de forma que la forma de las constelaciones permanece inalterada. Naturalmente, en esta proyección las constelaciones en el borde se agrandan en relación con las que están próximas al polo celeste: Orión dobla su tamaño comparado con lo que debería, de forma análoga al aspecto agigantado que ofrece Groenlandia en la proyección Mercator.
Otra desventaja es que se reduce el espacio disponible para las constelaciones cercanas al polo celeste. Para observadores a latitudes moderadas, que pueden observar mejor el cielo cerca del polo celeste que del horizonte, esta puede ser una buena razón para preferir un planisferio de proyección acimutal equidistante polar.

## El disco superior
El disco superior contiene un "horizonte" que define la parte visible del cielo en un momento dado, lo que naturalmente solo cubre la mitad del cielo estrellado. Esa línea de horizonte se ve distorsionada la mayor parte del tiempo, por lo que también se ven las constelaciones un poco distorsionadas. Se queda como una especie de óvalo "colapsado". El horizonte se diseña para una latitud particular y eso determina el área del cielo que se ve en un determinado planisferio. Algunos planisferios más caros tienen varios discos superiores que se pueden intercambiar, o muestran en el disco superior más líneas de horizonte, para cubrir diferentes latitudes.
Cuando se maneja un planisferio en una latitud distinta de la usada para su diseño, el usuario puede ver estrellas que no aparecen en el planisferio, o el planisferio mostrar estrellas que no son visibles desde esa latitud. Para estudiar el cielo estrellado a fondo es preferible hacerse con un planisferio diseñado para esa latitud en particular.
De todas formas la mayor parte del tiempo no podremos ver la parte del cielo cercana al horizonte debido a la presencia de colinas, bosques, edificios, o simplemente por al espesor de la atmósfera a través del cual observamos. Por ejemplo es difícil que podamos ver estrellas (salvo objetos aislados) en los 5° justo por encima del horizonte, excepto en las mejores condiciones atmosféricas. Así que podremos usar sin problema el mismo planisferio en un rango de latitudes entre +5° y -5° alrededor de la latitud para la que se ha diseñado. Por ejemplo, un planisferio pensado para una latitud de 40° norte se puede usar entre 35° y 45° de latitud norte.

## Coordenadas
Los planisferios precisos representan de algún modo las coordenadas celestes: la ascensión recta y la declinación. Los planetas, asteroides o cometas tienen posiciones que van cambiando, así que se pueden consultar sus coordenadas en algún almanaque astronómico, permitiendo su localización en el cielo a través del planisferio.
Algunos planisferios utilizan un marcador por separado para la declinación, utilizando el mismo punto de giro que el disco superior. Algunos planisferios tienen las coordenadas de declinación impresas en el disco superior, a lo largo de la línea que une norte y sur en el horizonte. La ascensión recta se representa en el borde, donde también se pueden encontrar las fechas para configurar el planisferio en una noche determinada.

## Utilización del planisferio
Para usar un planisferio, la cubierta se gira hasta que la hora coincida con la fecha deseada. Para ajustar la hora hay que tener en cuenta el horario de verano. Así podremos ver en el mapa de estrellas, a través de la ventana en la plantilla, las estrellas que están visibles en el cielo de esa noche en ese momento. La plantilla también indica la posición del norte, o mejor aún de todos los puntos cardinales. Muchos usuarios encuentran útil colocar el planisferio por encima de su cabeza con el indicador del norte apuntando hacia el norte verdadero o el sur. En esta posición, es posible imaginar la proyección de las estrellas en el cielo nocturno. Esto permite una rápida identificación de las constelaciones y estrellas que están visibles en ese momento. La carta no incluye las estrellas del hemisferio opuesto, definido como el área del cielo con la declinación, en valor absoluto, mayor que la colatitud para los que se aplica el planisferio. Eso se debe a que siempre están por debajo del horizonte (véase la culminación). Cuando manejemos un poco más el planisferio nos daremos cuenta de que tenemos visible el mismo cielo estrellado durante muchos días del año, pero en momentos diferentes.